# ДС-У2-И
ДС-У2-И (- Ионосферный) — тип советских научно-исследовательских космических аппаратов, разработанных в ОКБ-586 (ныне — КБ «Южное») и предназначенных для комплексного исследования характеристик ионосферы Земли и электромагнитного излучения околоземного космического пространства.
Расшифровка названия «ДС-У2-И»:
- «ДС» — «Днепропетровский спутник», серия космических аппаратов для нужд науки.
- У2 — «унифицированный» (относится к модификации ДС-У2)
- И — Ионосферный

## Особенности конструкции. Характеристики
КА ДС-У2-И разработан на базе универсальной платформы ДС-У2. Электропитание осуществляется от неориентированных солнечных батарей. Это характерная особенность платформы ДС-У2, отличающая её от платформ ДС-У1 и ДС-У3 разработки ОКБ-586.
Конструктивной особенностью КА, отличающей его от других КА на базе ДС-У2, является наличие блока специальных антенн научной аппаратуры, состоящего из 4 выдвижных ленточных штырей длиной 15 м, смонтированных на общем основании, и газореактивной системы закрутки КА вокруг продольной оси.

### Характеристики
- Масса, кг — 286
- Расчетные параметры орбиты:
- высота перигея, км — 219
- высота апогея, км — 1353
- наклонение орбиты, град — 48.5
- Время активного существования, суток — 90
- Ракета-носитель — 11К63

### Состав научной аппаратуры
- приёмники ПМ-4М-1, ПМ-4М-Н. работающие на трёх фиксированных частотах в диапазоне 15…55 кГц;
- фильтр-преобразователь ФП-1;
- фильтр ФИ;
- приёмники Р-2П. Р-ЗП. обеспечивающие измерение «белого шума» в полосе частот со средними частотами 0.185; 0.425; 3.0; 5.7 МГц;
- фильтры Ф-2П. Ф-ЗП;
- блок питания БП-1;
- выносной датчик 4К-63;
- счетчиковая установка 1К60;
- электронный блок ЭБ-4К.

## Эксплуатация
Первый запуск КА серии ДС-У2-И (Космос-119) состоялся 24 мая 1966 года с космодрома Капустин Яр 86/1 с помощью ракеты-носителя (РН) Космос-2.
В ходе использования космических аппаратов серии «ДС-У2-И» были получены следующие научные результаты:
- Получен полезный сигнал на всех рабочих частотах аппаратуры, причём факт прохождения через ионосферу радиоволн 31.8 кГц и 44,9 кГц подтверждён впервые в мире;
- Подтверждена гипотеза о возможности прохождения через ионосферу электромагнитных волн сверхнизкой частоты;
- Полученные данные позволили оценить зависимость концентрации заряженных частиц в нижних слоях ионосферы от времени суток и других факторов.

Всего на орбиты было выведено три аппарата серии «ДС-У2-И». Двумя другими аппаратами были Космос-142 и Космос-259.